# Curt von François
Curt von François (Lussemburgo, 2 ottobre 1852 – Zernsdorf, 28 dicembre 1931) è stato un militare, politico e geografo tedesco.

## Biografia
François era discendente di una famiglia di francesi ugonotti ed era nato nella città di Lussemburgo il 2 ottobre 1852. Egli fu combattente durante la Guerra Franco-Prussiana del 1870-71 e nel 1883 iniziò la propria attività come geografo militare in una spedizione nella regione del Congo sotto la guida di Hermann Wissmann (1853-1905). Successivamente egli entrò nello Staff Generale dell'esercito imperiale tedesco e nel 1887 venne posto di stanza a Togoland.
Nel 1883, il mercante tedesco Adolf Lüderitz ottenne Angra Pequeña a seguito di alcuni negoziati col locale capo africano. Egli chiamò questa regione costiera africana "Lüderitz". Temendo che la Gran Bretagna fosse sul punto di dichiarare l'area come proprio protettorato per evitare che venisse occupata da altre potenze, Lüderitz avvisò il cancelliere tedesco Otto von Bismarck di fare la mossa per primo, come fece nella Conferenza di Berlino del 1884.
Di modo da mettere in sicurezza il territorio, nel 1889 la Germania inviò il capitano François con 21 soldati presso l'enclave inglese di Walvis Bay. Poco dopo egli si stabilì a Otjimbingwe (contro il parere del Commissario imperiale Ernst Heinrich Göring) allo scopo di affrontare gli oppositori all'autorità tedesca nella parte interna del territorio. Infine occupò il luogo in cui sorgeva Windhoek (fondata da Jonker Afrikaner decenni addietro), che si presentava in stato di abbandono. Qui François installò il proprio quartier generale, che chiamò Alte Feste (Antica fortezza). Fu scelta questa località poiché i tedeschi ritenevano che avrebbe funto da zona cuscinetto fra le tribù Nama e Herero.
Da marzo del 1891 a novembre 1893 François fu Commissario per l'Africa Tedesca del Sud-Ovest. Durante questo periodo (1892) egli fondò la città costiera di Swakopmund come principale porto della colonia. Nel 1893 fu promosso Maggiore e gli venne conferito il titolo di Landeshauptmann (Amministratore imperiale). Nello stesso anno, a Hoornkrans, condusse un attacco al quartier generale del capo dei Nama, Hendrik Witbooi. Le Schutztruppe tedesche uccisero almeno 80 persone, tra cui molte donne e bambini.
Nel 1894 François venne sostituito da Theodor Leutwein come Landeshauptmann per l'Africa Tedesca del Sud-Ovest, e l'anno dopo si ritirò dalla vita militare. Si stabilì quindi a Zernsdorf, presso Berlino, dove morì il 28 dicembre 1931.
L'Alte Feste, il quartier generale delle Schutztruppe costruito da François a Windhoek nel 1890, dal 1962 è la sede della sezione storica del Museo di Stato.
Curt von François ebbe due fratelli, anch'essi nelle file dell'esercito tedesco: Hermann, Generale di fanteria, fu una delle figure chiave nella vittoria della Germania nella battaglia di Tannenberg (1914); Hugo, Capitano, combatté e morì nell'Africa Tedesca del Sud-Ovest nelle guerre Herero.

## Opere
- Curt von François: Die Erforschung des Tschuapa und Lulongo : Reisen in Centralafrika, Brockhaus, Lipsia, 1888.
- Curt von François: Deutsch-Südwest-Afrika, Verlag D. Reimer, Berlino 1899.
- Curt von François: Kriegführung in Süd-Afrika, Dietrich Reimer, Berlino 1900.
- Curt von François: Lehren aus dem Südafrikanischen Kriege für das deutsche Heer. Mit 8 Skizzen, Verlag E. S. Mittler & Sohn, Berlino 1901.
- Curt von François: Staat oder Gesellschaft in unseren Kolonien? Referat, erstattet für die 11. Hauptversammlung des "Bundes der Deutschen Bodenreformer", Harrwitz, Berlino 1901.
- Curt von François: Der Hottentotten-Aufstand. Studie über die Vorgänge im Namalande v. Jan. 1904 bis 2. Jan. 1905 u. d. Aussichten d. Niederwerfung d. Aufstandes., Berlino 1905.
- Curt von François: Verwaltungs-Generalstabsreisen, Verlag Reichsdr., Berlino 1910.